# Las wodorostów

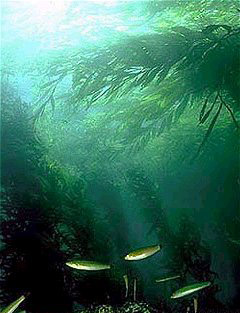
Las wodorostów u wybrzeży Kalifornii

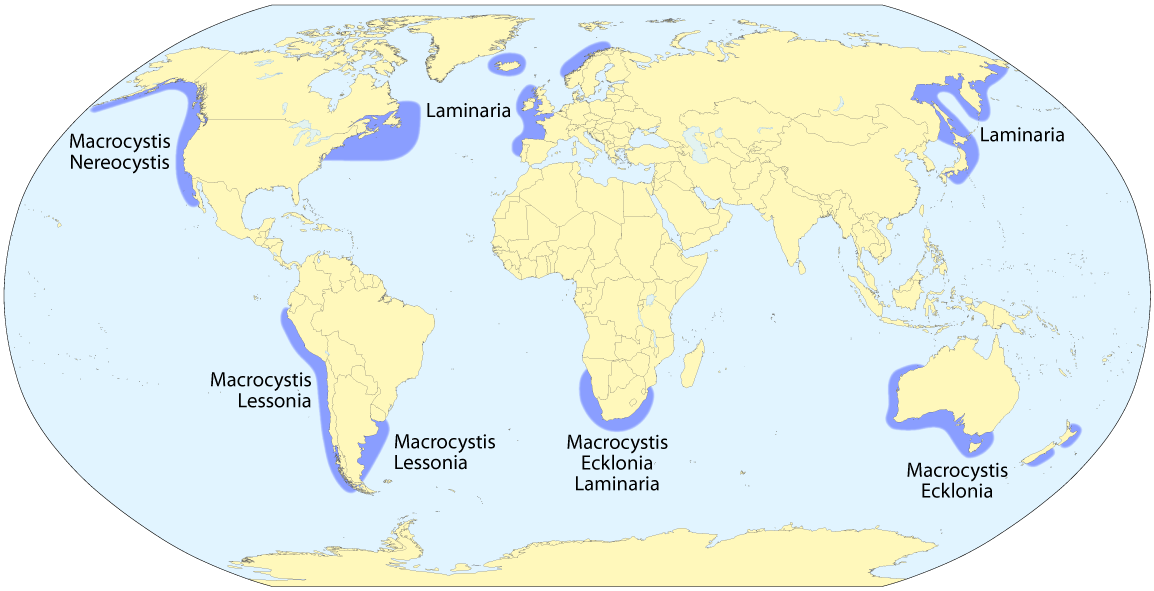
Występowanie lasów wodorostów na świecie.

Las wodorostów (łąki wodorostów) – typ siedliska morskiego, budowany przez wodorosty (zielenice, brunatnice, krasnorosty), rosnące w dużych zagęszczeniach w litoralu lub, w specyficznych warunkach, także w pelagialu. Występują w strefie klimatu umiarkowanego i polarnego. Tworzą jeden z najbardziej produktywnych ekosystemów na Ziemi, zamieszkiwany przez bogate i zróżnicowane zespoły organizmów – morski odpowiednik tropikalnych lasów deszczowych, w porównaniu do nich 2 do 10 razy bardziej produktywny i wydajny. Mają istotny wpływ na procesy zachodzące w akwenach przybrzeżnych mórz (np. na cyrkulację biogenów, prądy morskie). Są ważne z punktu widzenia gospodarki człowieka, m.in. jako źródło pokarmu, ważnych surowców medycznych i przemysłowych, miejsca lęgowe dla ryb i bezkręgowców pozyskiwanych przez człowieka, ze względu na bogactwo gatunkowe i unikalne piękno są bardzo atrakcyjne turystycznie.

## Występowanie

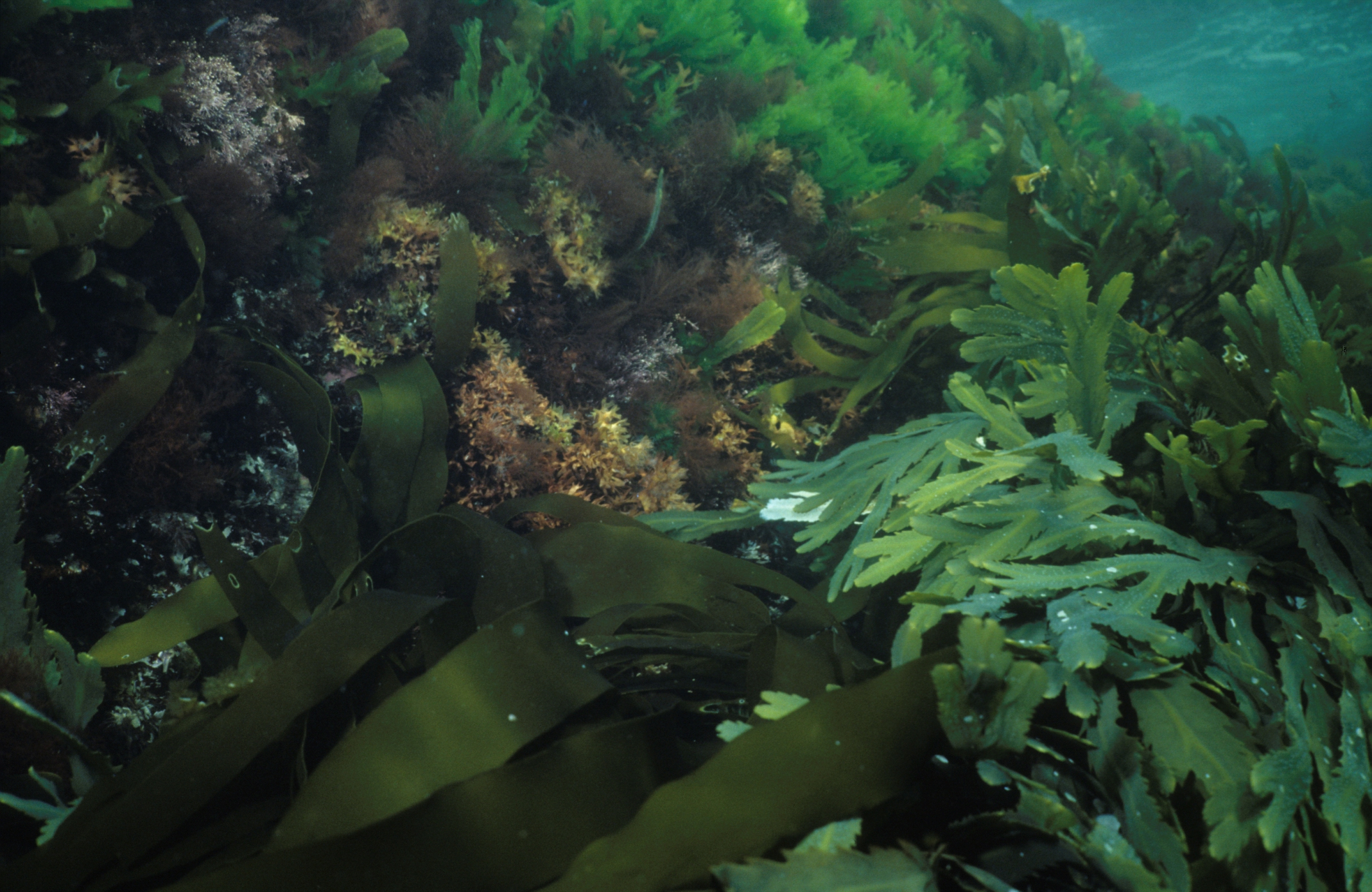
Las wodorostów w Yttre Vattenholmen (Park narodowy Kosterhavet, Szwecja). Listownice (Laminaria sp.) z przodu, morszczyn (Fucus serratus) z prawej.

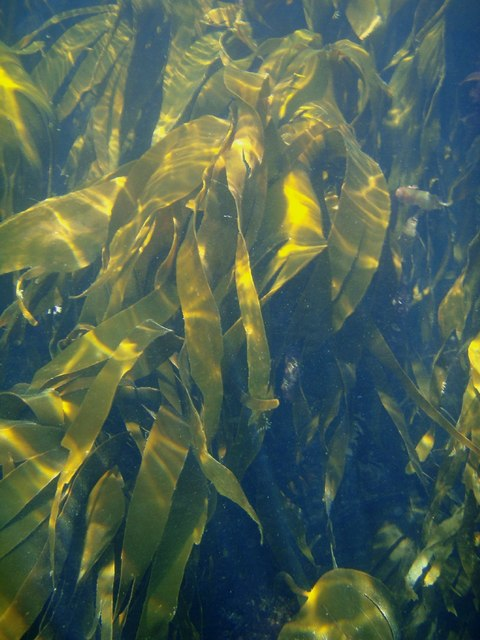
Listownica Laminaria digitata w lesie wodorostów Ardtoe (Szkocja).

Lasy wodorostów występują w litoralu mórz i oceanów na całym świecie, w strefach klimatu umiarkowanego i polarnego, poniżej poziomu niskiej wody syzygijnej, zwykle do głębokości ok. 45 m. Niedawno odkryto je również w wodach tropikalnych, u wybrzeży Ekwadoru i w okolicach wysp Galapagos, na znacznie większych głębokościach: 60 – 236 m. Szczególnie często występują w produktywnych strefach upwellingu, w pobliżu estuariów rzek, gdzie wody wynoszone z głębin lub spływające ze zlewni lądowych dostarczają dużo biogenów. Warunkiem koniecznym jest występowanie stabilnego podłoża, do którego wodorosty mogą się przyczepić, aby uniknąć zniesienia w otwarte morze, oraz dobre nasłonecznienie (minimalnie 50 E m−2rok−1). Umiarkowanie silne prądy i mieszanie wody, np. związane z falowaniem, sprzyja rozwojowi lasów brunatnic, ponieważ poprawia zaopatrzenie roślin w biogeny i dwutlenek węgla. Szczególnym typem lasów wodorostów są pelagiczne zbiorowiska wodorostów w Morzu Sargassowym.

### Morze Sargassowe – przypadek szczególny
Morze Sargassowe znajduje się w odległości setek kilometrów od najbliższego szelfu kontynentalnego, tym niemniej zasiedlone jest przez zbiorowiska organizmów bardzo podobne do litoralnych lasów wodorostów, tyle że tworzące je glony nie mają kontaktu z dnem morskim, ich rozpraszaniu zapobiega szczególny typ cyrkulacji wody w tym akwenie. Ukuto nawet specjalny termin dla określenia tej strefy biotycznej – pelagiczny litoral. Architekturę tych ekosystemów tworzą ogromne, kilkudziesięciometrowe, a nawet kilkusetmetrowe plechy brunatnic z rodzaju Sargassum: głównie S. natans i S. fluitans, zawieszone pod powierzchnią wody, na których rozwijają się kolonie mszywiołów, stułbiopławy, skorupiaki osiadłe (np. kaczenice Lepas ansifera i Lepas pectinata). Pomiędzy nimi wędrują i pływają ryby (Syngnathus pelagicus, Histrio histrio), krewetki, kraby (np. Neptunus sayi, Planes minutus), równonogi (np. Janira minuta). Charakterystyczną cechą tych organizmów, uwypukloną w nazwach taksonów, są ich niewielkie, w porównaniu do krewniaków z „prawdziwego” litoralu, rozmiary ciał (‘minutus, -a’ łac. – drobny, -a, malutki, -a). Cechą odróżniającą lasy sargassowe i lasy litoralne jest ubóstwo biogenów w tych pierwszych.

## Skład gatunkowy

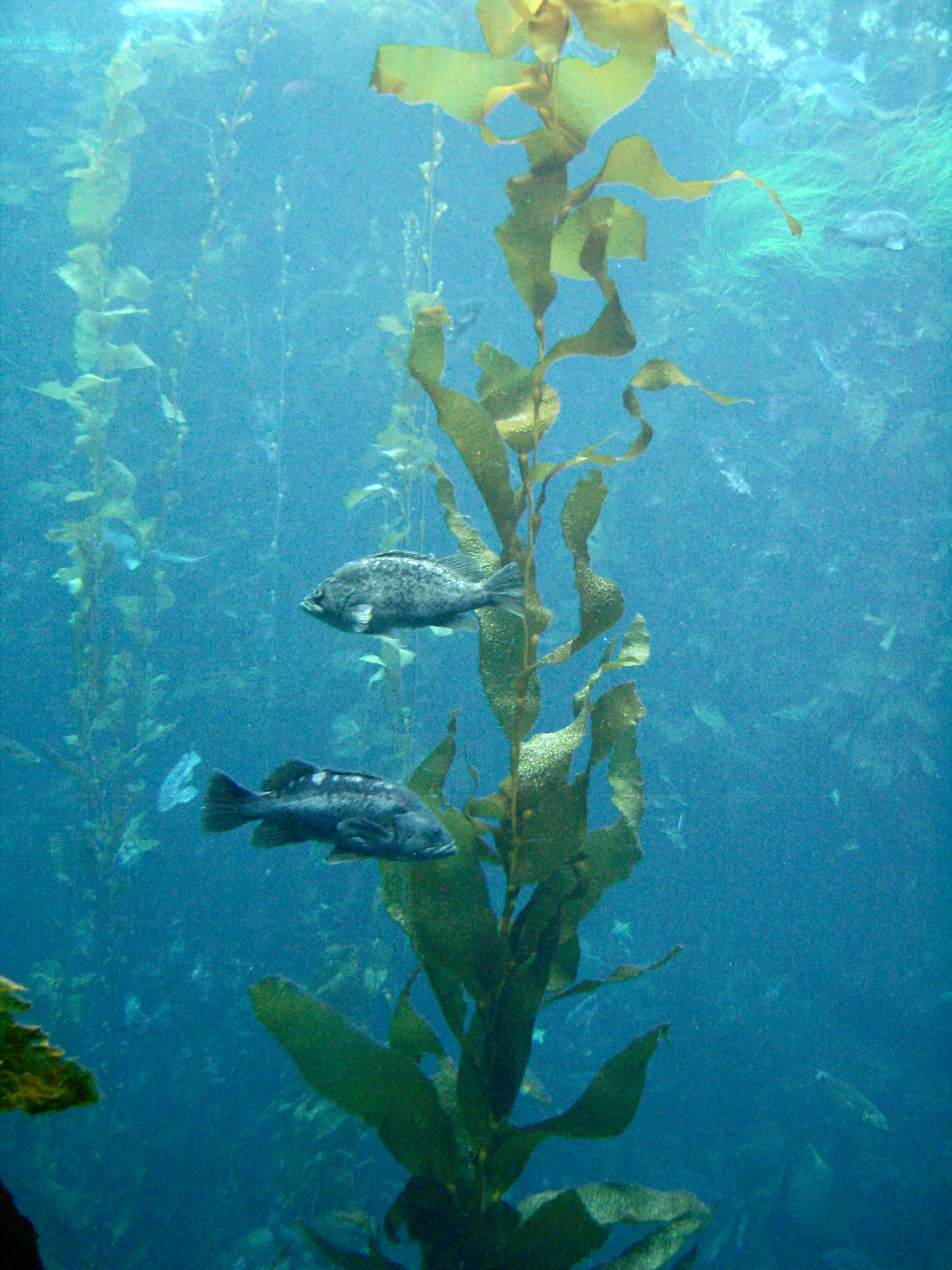
Przedstawiciele rodziny Sebastidae pływające wśród plech wielkomorszczu Macrocystis pyrifera.

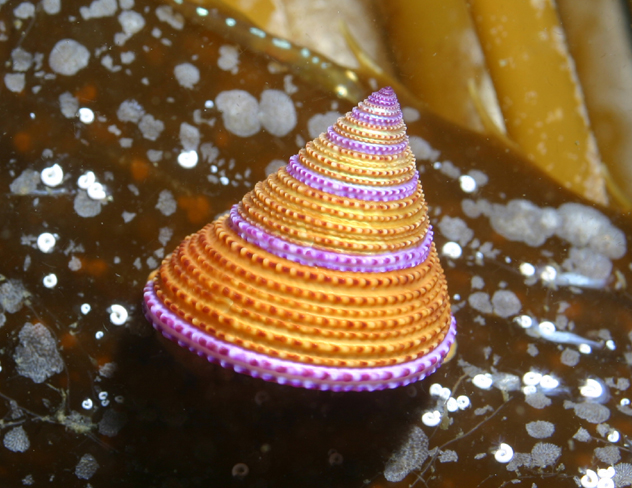
Ślimak krępaczek Calliostoma annulatum żerujący na peryfitonie porastającym fylloidy wielkomorszczu.

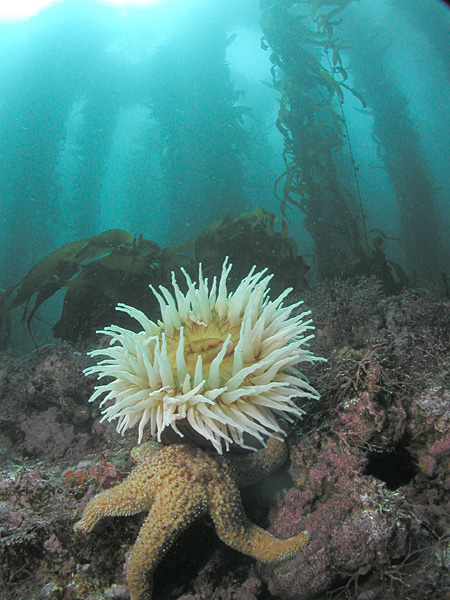
Ukwiał i rozgwiazda w lesie wodorostów (przylądek Carmel, Kalifornia)

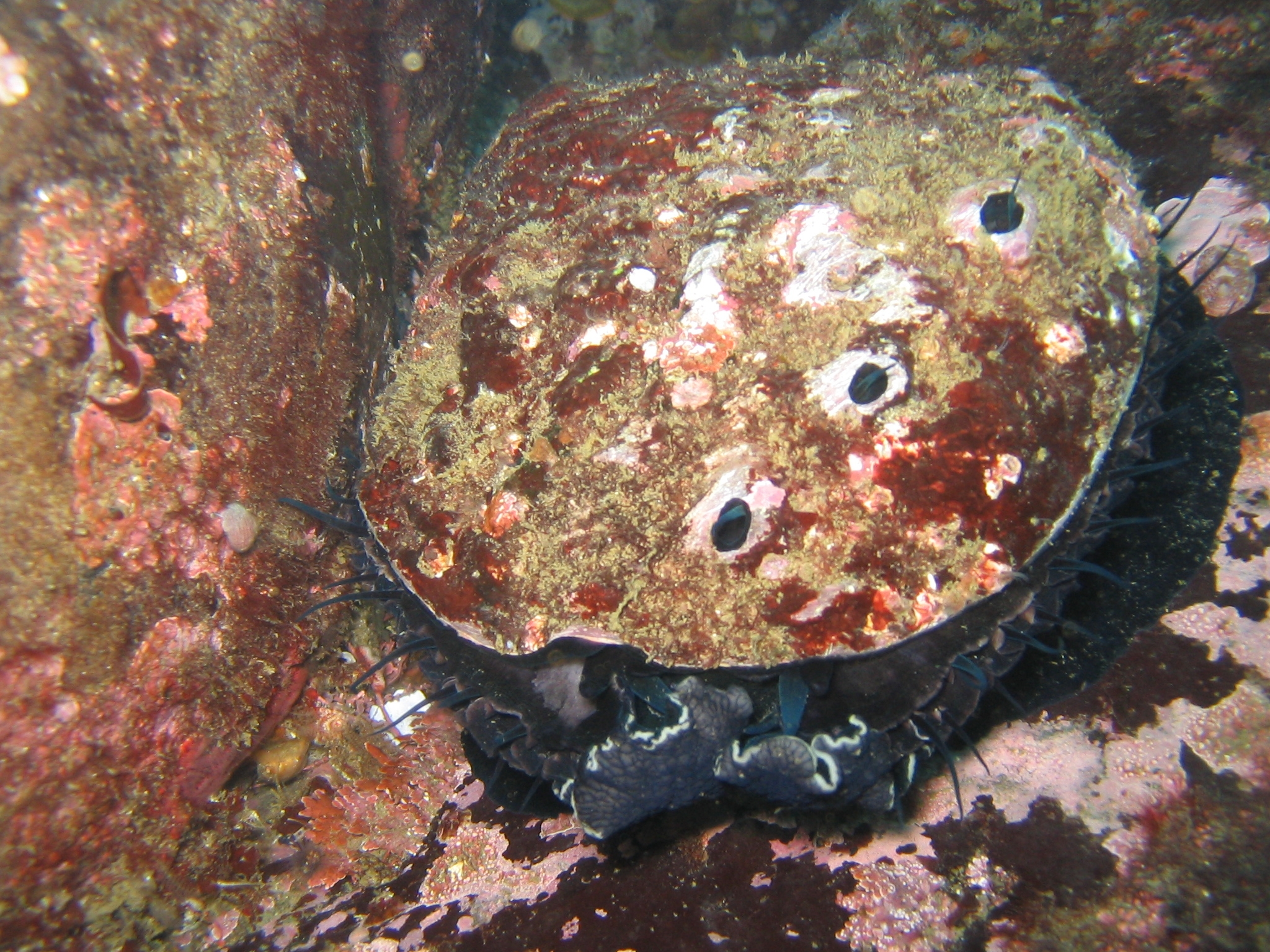
Ślimak uchowiec wśród krasnorostów Hildenbrandia sp. i Lithophyllum sp. (lasy wodorostów u wybrzeży Mendocino, Kalifornia).

Liczba istot żyjących wszelkich rzędów, których życie zależnem jest od wodorostów, jest godną uwagi. Można by zapełnić gruby tom opisem mieszkańców tych gąszczy wodorostowych. Prawie wszystkie liście, wyjąwszy te, które pływają na powierzchni, są tak grubo inkrustowane zwierzętami polipowatemi, iż są zbielałe. Można znaleźć nadzwyczaj delikatne twory, z których jedne zamieszkałe są przez polipy, podobne do hydry, inne zaś przez wyżej uorganizowane gatunki, a także piękne, złożone żachwy (Ascidiae). Do liści przyczepiają się też rozmaite płaskie ślimaki, gatunki Trochus, mięczaki nagie oraz niektóre muszle. Liczne skorupiaki zamieszkują każdą część rośliny. Gdy wytrząśniemy wielkie poplątane z sobą korzenie, wypadnie z nich mnóstwo ryb, muszli, mątw, krabów wszelkich rodzajów, jeżów morskich, gwiazd morskich, przecudnych strzykw (Holoturiae), wypławek (Planariae) oraz łażących robaków, przypominających Nereis, a wszystko to przy jak największej różnorodności form. Ilekroć razy podnosiłem jaką gałązkę wodorostu, znajdowałem zawsze na niej nowe i dziwne zwierzęta.

Strukturę biocenozy tworzą duże makrofity zanurzone (wodorosty). Głównym składnikiem są brunatnice z rzędu listownicowców Laminariales, których plechy osiągają wielometrowe rozmiary. Najczęściej spotykanymi ich przedstawicielami są gatunki z rodzajów: wielkomorszcz Macrocystis, listownica Laminaria, Eclonia, Lessonia, Alaria, Eisenia. W różnych akwenach różne gatunki brunatnic dominują – listownice (jak np. listownica japońska) są najczęściej spotykane w atlantyckich lasach brunatnic oraz u wybrzeży południowo-wschodniej Azji, wielkomorszcz gruszkonośny Macrocystis pyrifera w północno-wschodnim Pacyfiku, ale też w wodach Australii i Nowej Zelandii, Eclonia dominuje z kolei w niektórych akwenach wokół Australii i południowej Afryki. Północno-wschodnie wybrzeża Pacyfiku, od Aleutów do Kalifornii, są obszarem o największym bogactwie gatunkowym i największym zróżnicowaniu brunatnic wchodzących w skład lasów wodorostów, z Macrocystis integrifolia, Nereocystis, Alaria, Pterygophora i Laminaria. Towarzyszą im zielenice i krasnorosty, mające mniejsze plechy i występujące głębiej, w strefach zacienionych, oraz rozmaite glony peryfitonowe.

## Struktura

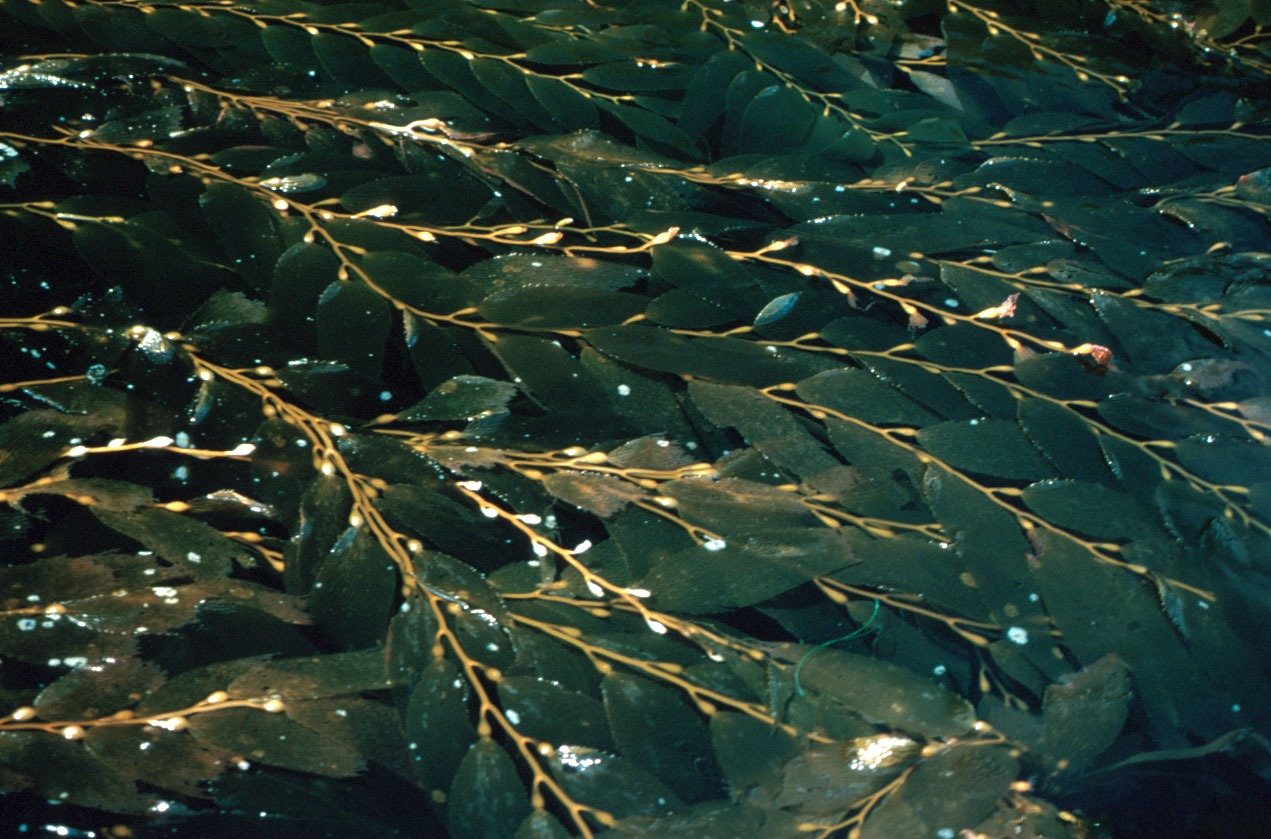
Plecha wielkomorszczu Macrocystis pyrifera – widoczne zróżnicowanie morfologiczne.

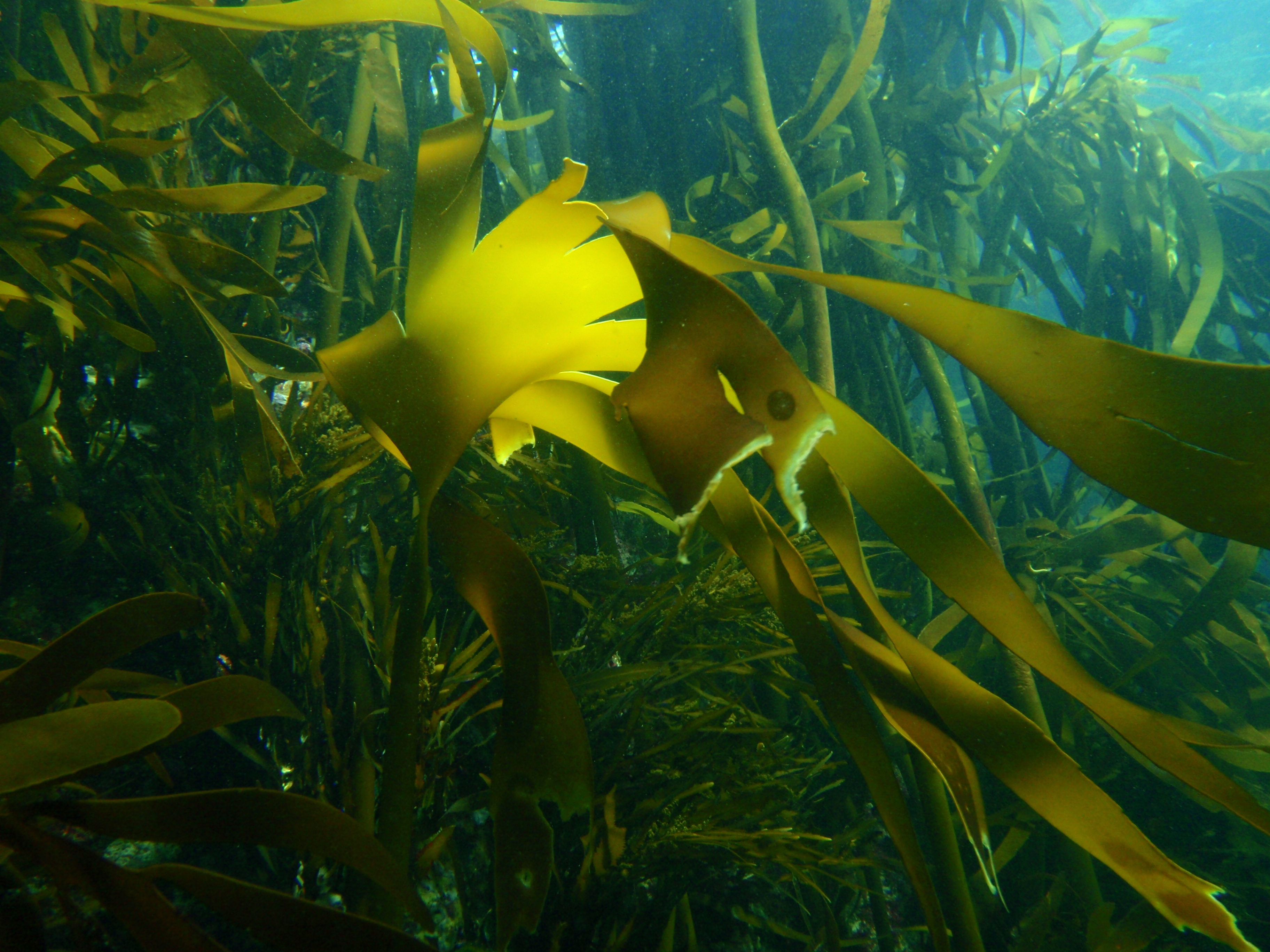
Las wodorostów z gęstym piętrem pośrednim – przylądek Partridge, Półwysep Przylądkowy, RPA.

Lasy wodorostów cechuje skomplikowana, trójwymiarowa, wielopiętrowa struktura, przypominająca strukturę lasów strefy umiarkowanej. Jest ona konsekwencją budowy plechy brunatnic oraz zróżnicowania składu gatunkowego glonów tworzących zbiorowisko. Z tego powodu brunatnice tworzące lasy wodorostów określa się jako „inżynierów ekosystemu”, ponieważ tworzą one strukturę biocenozy i zapewniają siedlisko dla innych organizmów.
Plecha brunatnic jest funkcjonalnie i anatomicznie zróżnicowana, można wyróżnić trzy główne części: chwytnik (rhyzoid) którym glon przytwierdza się do podłoża, nibyłodygę (kauloid) stanowiącą oś podparcia dla pozostałych części plechy oraz fylloid – szerokie i płaskie części plechy stanowiące organy fotosyntetyzujące. Wyprostowaną pozycję w toni wodnej zapewniają im pneumatocysty. Rozmiary brunatnic są zróżnicowane – od niewielkich do nawet 35 metrowych. W ekosystemie wyróżnić można w związku z tym trzy „strukturalne” gildie brunatnic:
- gatunki tworzące sklepienie zbiorowiska – największe, o plechach kilkudziesięciometrowych, z długimi kauloidami rozciągającymi się od dna aż do powierzchni morza i fylloidami rozciągającymi się pod powierzchnią wody (z rodzajów: Macrocystis, Alaria)
- gatunki piętra pośredniego – z plechami o długości kilku metrów, rosnącymi w gęstych skupiskach (z rodzajów: Eisenia, Ecklonia, Pterygophora)
- gatunki piętra niskiego – z plechami rozciągającymi się tuż przy dnie (Laminaria sp.)

Towarzyszą im dwie gildie tworzone przez inne glony:
- zespół bentoniczny – tworzony przez zielenice, sinice i krasnorosty z plechami o pokroju nitkowatym, liściastym lub krzaczkowatym, tworzące „łączki” i maty na dnie
- zespół inkrustujący skały, tworzony przez krasnorosty o bezpostaciowych plechach, pokrywających stałe podłoża na dnie.

W rezultacie powstaje układ zróżnicowanych mikrosiedlisk, z prześwietlonym piętrem górnym, częściowo zacienionym piętrem pośrednim, ciemnym piętrem przydennym, z których każde jest dodatkowo zróżnicowane w związku z tym, że składa się z różnych gatunków glonów a glony te cechują się skomplikowaną, opisaną pokrótce wyżej morfologią. Każda gildia jest zasiedlana przez specyficzny zespół organizmów, przy czym poszczególne z wchodzących w jego skład gatunków różnią się pod względem zależności od danego mikrosiedliska, skład ten zależy również od morfologii wodorostów. I tak np. w zespole zasiedlającym kalifornijski las wodorostów, tworzonym przez wielkomorszcz Macrocystis pyrifera, ślimak nagoskrzelny Melibe leonina i krewetka Caprella californica występują tylko na fylloidach w górnym piętrze, ryby Brachyistius frenatus, Sebastes spp.  kryją się w piętrze pośrednim, wężowidła i ślimaki Tegula spp. występują na rhyzoidach, jeżowce i ślimaki słuchotki żerują na brunatnicach pietra najniższego, rozmaite mięczaki, szkarłupnie, bentoniczne ryby żerują i szukają ukrycia w piętrach przy dnie. Dodatkowo rozmaite organizmy planktoniczne i nektoniczne luźno lub wcale nie związane z wodorostami (ryby pelagiczne, ssaki morskie) penetrują zarośla w poszukiwaniu pokarmu lub miejsca rozrodu.

## Relacje troficzne

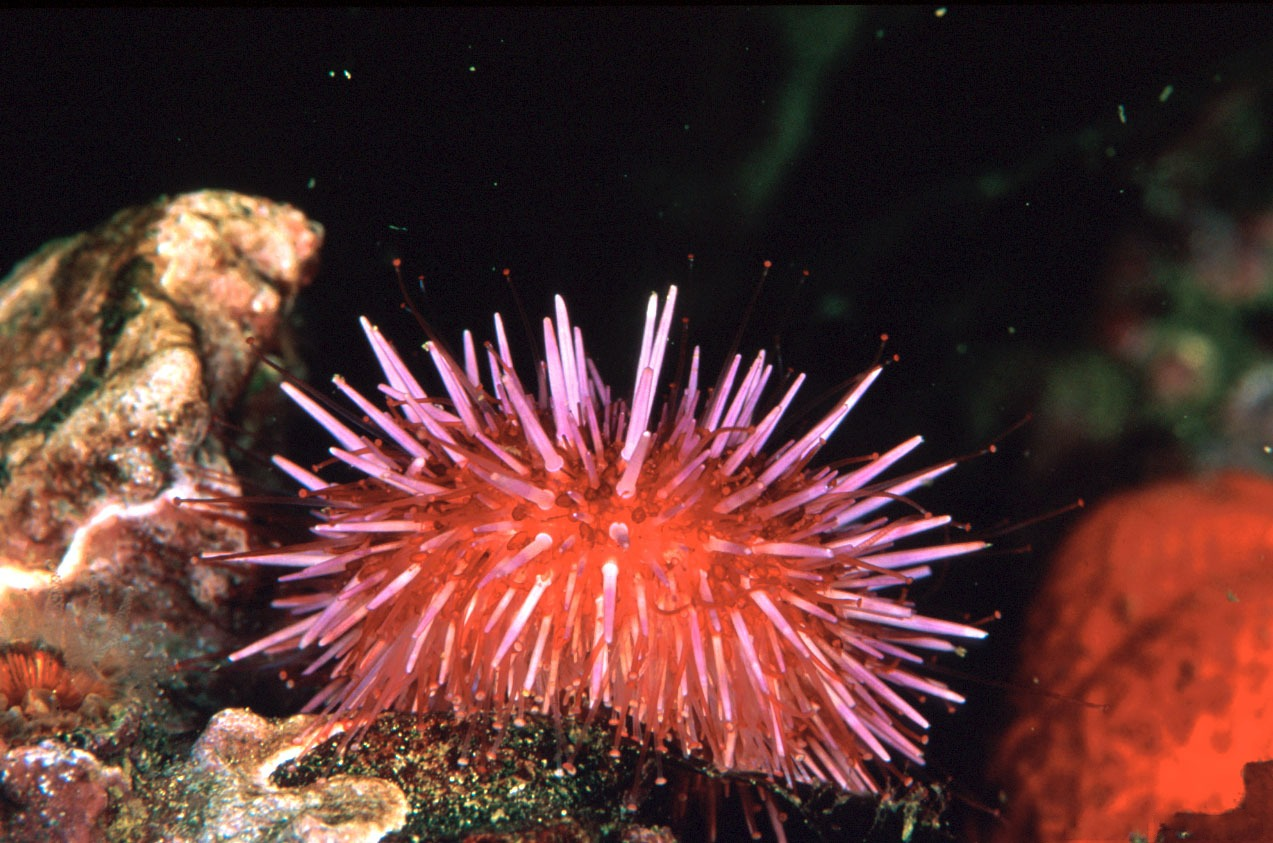
Jeżowce, takie jak ten przedstawiciel gatunku Strongylocentrotus purpuratus, żerują na brunatnicach.

Wydra morska – gatunek kluczowy dla utrzymania równowagi ekologicznej w lasach wodorostów. Na zdjęciu samica z dwójką młodych.

Biocenozy lasów wodorostów cechuje skomplikowana struktura relacji troficznych. Dostępność biogenów i światła jest czynnikiem limitującym brunatnice, czyli najważniejszych producentów pierwotnych lasów wodorostów. Dlatego najbujniejsze lasy wodorostów występują w strefach upwellingu, gdzie prądy wstępujące wynoszą ku powierzchni bogate w biogeny wody głębinowe. Warto tu przypomnieć, że brunatnice nie posiadają korzeni i biogeny czerpią z wody. Nieliczne występowanie lasów wodorostów w obszarach tropikalnych może wynikać właśnie z tego, że ciepłe wody strefy międzyzwrotnikowej są, generalnie rzecz biorąc, bardzo ubogie w biogeny, zwłaszcza w azot. Światło jest kolejnym czynnikiem limitującym, o który producenci pierwotni w lasach wodorostów muszą konkurować. Gradient światła wpływa na strefowość struktury ekosystemu, w którym najwyższe piętro zajmują gatunki o strategii kanopii, szybko pnące się ku światłu, a w niższych, zacienionych piętrach dominują gatunki o coraz mniejszych wymaganiach świetlnych i odmiennym zestawie barwników fotosyntetycznych, przystosowanym do zmienionego widma promieniowania na większych głębokościach.
Dzięki dużej produkcji pierwotnej brunatnice stanowią obfitą bazę pokarmową dla licznych roślinożerców, którzy z kolei stanowią pokarm dla zróżnicowanych konsumentów na wyższych piętrach troficznych. Produkcja pierwotna listownic, tworzących las wodorostów w północnym Atlantyku wynosi do 1900 g/m2/rok, wielkomorszczu u wybrzeży Kalifornii: do 1500 g/m2/rok. Zapewnia to dostatek pożywienia dla rozmaitych roślinożerców. Spory brunatnic, gametofity i małe sporofity są zjadane przez pierwotniaki, drobne wieloszczety, mięczaki (chitony, czaszołki) i osłonice. W miarę jak brunatnice rosną, dołączają do uczty duże wieloszczety (np. Diopatra), ślimaki (Tegula, Lacuna, Haliotis), skorupiaki (kraby, krewetki, równonogi) oraz jeżowce. Niektóre ryby również żerują na plechach brunatnic (np. Medialuna californiensis, Girella nigricans, Oxyjulis sp.).
Roślinożercy ci z kolei stanowią pokarm dla drapieżników z wyższych pięter troficznych – ryb drapieżnych, ssaków i ptaków morskich.
Opisane powyżej efekty od dołu sieci troficznej (zależności składu gatunkowego i biomasy wyższych pięter troficznych od producentów pierwotnych) są równoważone przez efekty od góry sieci (zależności składu gatunkowego i biomasy producentów od szczytowych drapieżników). Presja drapieżników ogranicza biomasę roślinożerców, dzięki czemu nie mogą oni przeeksploatować producentów pierwotnych (w tym brunatnic), co mogłoby doprowadzić do zagłady ekosystemu. Drapieżniki te, np. wydry morskie (Enhydra lutris) polują na jeżowce odżywiające się plechą brunatnic, i są gatunkami kluczowymi, decydującymi o zachowaniu równowagi w ekosystemie. Względne znaczenie czynników odpowiedzialnych za efekty top-down i bottom-up oraz struktura i siła relacji troficznych decydujących o stabilności ekosystemów lasów wodorostów jest ciągle przedmiotem intensywnych badań.

### Relacja wodorostów i wydr na Alasce
Wydra morska nie jest roślinożercą, tym niemniej liczebność jej populacji decyduje o tym, czy lasy wodorostów w wodach okalających Alaskę będą mogły istnieć. 
Wydry żerują na rozmaitych bezkręgowcach, żyjących w lasach wodorostów, w tym na jeżowcach, będących głównymi, dominującymi roślinożercami, konsumującymi brunatnice. Żerujące jeżowce, oprócz tego że zjadają brunatnice, powodują uszkodzenia plechy, czy wręcz odcinają całe osobniki, które są następnie unoszone przez fale. Gdy populacja wydr zmniejszała się (np. w wyniku epizoocji, presji szczytowych drapieżników, takich jak orka, bądź polowań), liczebność jeżowców wzrastała, i zarazem wzrastała ich presja na wodorosty. W skrajnych przypadkach prowadziło to do całkowitego zniszczenia płatów lasów wodorostów (‘barren grounds’ ang. – pustkowie, jałowe ziemie) i w konsekwencji także całego związanego z nimi zespołu organizmów. 
W innych rejonach świata nie tylko wydry morskie, ale też inne gatunki drapieżników, takie jak homary, rozgwiazdy, duże ryby (np. wargaczowate, w rejonie Kalifornii – Semicossyphus pulcher) polują na jeżowce. W takich okolicznościach wyginięcie wydr nie powodowało zniszczeniem lasów wodorostów przez jeżowce, ponieważ pozostałe drapieżniki wciąż były w stanie utrzymać ich liczebność pod kontrolą. Gdy i ich zabrakło, zdegradowane ekosystemy mogły się odrodzić dopiero wtedy, gdy populacje jeżowców dziesiątkowały epizoocje lub naturalne katastrofy (np. katastrofalne sztormy, długotrwałe zjawisko El Nino).

## Wykorzystanie

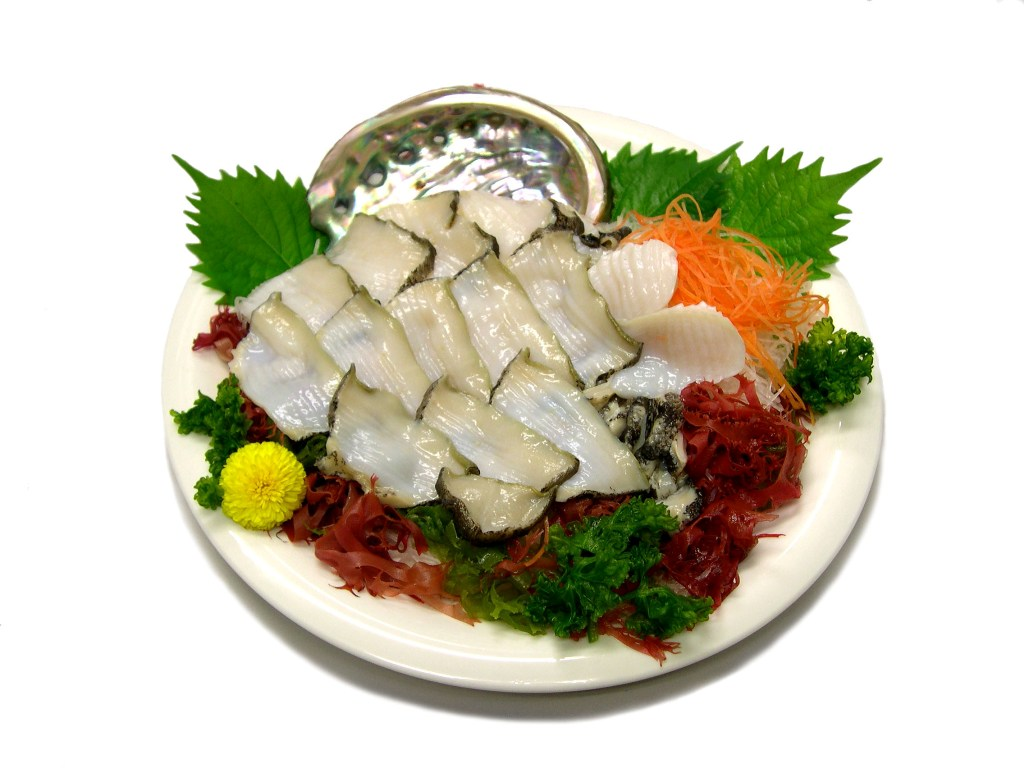
Sashimi przyrządzone z owoców morza wyłowionych u wybrzeży wyspy Honsiu (preferktura Ibaraki, Japonia).

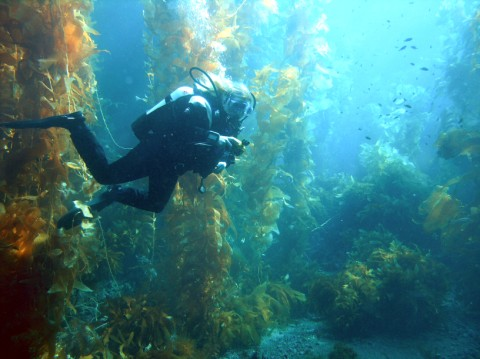
Nurkowanie w lesie wodorostów u wybrzeży Kalifornii.

Lasy wodorostów zapewniają wiele pożytków dla człowieka:
- pokarm (glony do sushi, ryby, homary, mięczaki  m.in. przysmak zachodniego wybrzeża Ameryki: ślimaki słuchotki, znane pod nazwą „abalone”)
- pasza dla zwierząt hodowanych w akwakulturach
- nawóz dla rolnictwa
- przemysł: lekarstwa pozyskiwane z glonów, dodatki do żywności i produktów kosmetycznych (kwas alginowy, agar, karagen)
- turystyka: nurkowanie, wędkowanie.

## Zagrożenia i ochrona
Lasy wodorostów i zasiedlające je organizmy są zagrożone przez:
- zanieczyszczenie środowiska (wycieki ropy naftowej, substancje toksyczne- PCB, metale ciężkie, pestycydy fosforoorganiczne)[32][33][34][35]
- eutrofizację wód i związane z nimi zakwity toksycznych glonów oraz deficyty tlenowe[33][35]
- silne sztormy – które powodują wyrywanie plech brunatnic i ogałacanie lasów (z drugiej jednak strony sztormy powodują też usuwanie larw jeżowców i wyższą śmiertelność dorosłych jeżowców, które też niszczą brunatnice)[36]
- zjawisko El Niño – powodujące wzrost temperatury wody poza zakres, do którego brunatnice są przystosowane, oraz odcinające dopływ biogenów – łączne działanie dwóch niekorzystnych czynników środowiskowych (wysoka temperatura i limitacja pokarmowa) wywiera znacznie silniejszy efekt niż każdy z tych czynników z osobna[30][37][38]
- eksploatacja przez człowieka: pozyskiwanie glonów, homarów i krewetek, mięczaków, ryb, ssaków[20][26][27][39].

Jedną z form ochrony ekosystemów morskich, w tym i tych wchodzących w skład lasów wodorostów, jest ochrona obszarowa, polegająca na tworzeniu rezerwatów morskich. W USA obejmują one ponad 460 tys. km² wód i w większości chronią rozmaite ekosystemy przybrzeżne. Najcenniejsze i najbardziej znane są lasy wodorostów występujące w rezerwatach zachodniego wybrzeża USA (chronione np. przez Narodowy Rezerwat Morski Zatoki Monterey, Narodowy Rezerwat Morski Channel Islands, Narodowy Rezerwat Morski Olympic Coast).

### Memento
Te wielkie lasy podmorskie półkuli południowej, mogę tylko porównać do lądowych borów podzwrotnikowych. A jednak nie sądzę, aby gdziekolwiek-bądź ze zniszczeniem lasu miało wyginąć chociażby tylko w przybliżeniu tyle gatunków zwierząt, jak ze zniszczeniem tych wodorostów. Pomiędzy liśćmi roślin tych żyją liczne gatunki ryb, które gdzie indziej nie mogłyby znaleźć sobie pożywienia i schronienia; z wytępieniem ich wyginęłyby też liczne kormorany, oraz inne ptaki rybożerne, wydry, foki i świnie morskie; a wreszcie krajowiec z Ziemi Ognistej (...) zmniejszyłby się liczebnie, a może i żyć by przestał.